# Maretz
 Maretz là một xã ở trong tỉnh Nord ở miền bắc nước Pháp. Xã này có diện tích 11,28 km², dân số năm 1999 là 1363 người. Xã nằm ở khu vực có độ cao trung bình 160 mét trên mực nước biển.